# Boris Nikolaevič Delone
Boris Nikolaevič Delone, traslitterato anche come Delaunay (in russo Бори́с Никола́евич Делонé?; San Pietroburgo, 15 marzo 1890 – Mosca, 17 luglio 1980), è stato un matematico sovietico, noto per i suoi contributi all'algebra moderna e alla geometria dei numeri, ma soprattutto per i suoi lavori sulla cristallografia. Discendeva da un ufficiale francese che aveva partecipato alla campagna napoleonica in Russia e, fatto prigioniero aveva deciso di stabilirvisi, sposando in seguito una donna della famiglia aristocratica dei Tuchačevskij. Delone era inoltre discendente del marchese de Launay, ultimo governatore della Bastiglia.
Come scrive Marjorie Senechal in Quasicrystals and Geometry, Cambridge University Press (1995), Delone ha portato avanti per 45 anni un programma di fondazione della moderna cristallografia matematica che ha ripreso ed esteso i lavori di Evgraf Fëdorov, Hermann Minkowski, Georgij Voronoj e altri al fine di stabilire un modello matematico generale dei cristalli. La triangolazione di Delone fu da lui introdotta nel 1934.
Tra i suoi studenti vi sono Aleksandr Danilovič Aleksandrov e Igor Rostislavovič Šafarevič, due dei maggiori matematici sovietici del loro tempo.

## Riconoscimenti
Il minerale deloneite è stato denominato in suo onore.